# Meduza (Caravaggio)
Michelangelo Merisi da Caravaggio je ustvaril dve različici Meduze - eno leta 1596 in drugo leta 1597, ki prikazujeta natančen trenutek, ko jo je Perzej usmrtil. Poigrava se s konceptom, ko Meduzin obraz zamenja z lastnim, kot pokazatelj njegove imunosti do njenega grozljivega pogleda. Zaradi svoje bizarne in zapletene zasnove naj bi slika pohvalila Caravaggiovo edinstveno navdušenje nad nasiljem in realizmom. Naročil jo je italijanski diplomat Francesco Maria del Monte kot darilo velikemu vojvodi Toskane, zdaj pa je v galeriji Uffizi v Firencah brez podpisa.

## Zgodovina
V 1590-ih letih je Caravaggio ravno v Rimu postal uspešen in bogat umetnik. Vendar pa je čas, v katerem je naslikal dve različici Meduze, zaznamoval več tegob z zakonom. Julija 1597 sta se Caravaggio in njegov partner Prospero Orsi vključila kot priči v kaznivo dejanje, ki se je zgodilo v bližini San Luigi de' Francesi. Takrat je bil primer nerešen, saj sta bila dva predmeta pogrešana - temen plašč in majhno bodalo. Zaradi njegovega skrivnostnega vedenja in tudi zaradi njegove povezanosti s plašči je bil Caravaggio večkrat aretiran, pri čemer je vztrajal, da se oblači v temna oblačila, da ga javnost ne bi videla, zato se raje odloča za potovanja pozno v noč, da se izogne pretirani ali nepotrebni pozornosti. 4. maja 1598 so ga ponovno aretirali zaradi posedovanja meča v javnosti, in zatrdil:
Bil sem sinoči aretiran ... ker sem nosil meč. Meč nosim desno, ker sem slikar kardinala del Monteja. Sem v njegovi službi in živim v njegovi hiši. Vpisan sem na njegovo plačilno listino za gospodinjstvo.
Caravaggiove slike niso bile nikoli v sozvočju z idealiziranimi temami, ki so prevladovale v obdobju. Namesto tega ga je bolj privlačila ideja o realizmu, ki jo je vgradil v svoje slike, kot so Fant s košaro sadja, Vedeževalka, Kvartopirci, Bakh in celo Glasbeniki, ki so bile vse naslikane v istem časovnem obdobju . Ko je naslikal Meduzo, je Caravaggio v življenju dosegel velik mejnik - dobil je priložnost, da okrasi Contarellijevo kapelo, v kateri je ustvaril realistične podobe v zvezi z življenjem svetega Mateja. Nekatere od teh slik so Sveti Matej in angel, Mučeništvo svetega Mateja in Klic svetega Mateja. Ta priložnost, da poslika kapelo, mu je prinesla veliko prednost in občutek motivacije, da v svoje umetnine vključi več realizma.

## Različica
Prva različica slike, ki je nastala leta 1596, je znana kot Murtula, poimenovana po pesniku Gaspare Murtoli, ki je napisal »bežite, kajti če vas bodo oči prestrašene od začudenja, vas bo spremenila v kamen« . Meri 48 do 55 cm in je podpisana z Michel A F (latinsko: Michel Angelo Fecit), kar pomeni, 'Mihael Angelo je naredil [to]', pri čemer je Michelangelo navsezadnje prvo ime Caravaggia. To delo je v zasebni lasti.
Druga različica slike, nastale leta 1597, je znana kot Meduza (italijansko: Testa di Medusa). Je nekoliko večja od prve, meri 60 × 55 cm in čeprav ni podpisana, je pogosto datiran v leto 1597. To delo je v galeriji Uffizi v Firencah.

## Predmet
Caravaggio je zaradi svoje vsebine risal mit o Meduzi. Slika prikazuje odsekano glavo Meduze, pošast, opisano kot žensko z bronastimi rokami in zlatimi krili, ki je imela na glavi nešteto strupenih kač namesto svojih las. [5] Kdor je gledal vanjo, bi bil spremenjen v kamen. Meduza je bila, skupaj s svojima sestrama Stheno in Euryale, znana kot Gorgona, močno mitsko bitje v starogrški mitologiji. Preklela jo je grška boginja Atena, ki jo je spremenila v strupeno pošast . Perzej, sin grškega boga Zevsa in princese Danae, je Meduzo obglavil s ščitom, ki mu ga je dala Atena .
Caravaggio na svoji sliki upodablja avtoportret svojega lastnega obraza namesto Meduzinega, kot način, ki kaže na njegovo imuniteto do njenega grozljivega pogleda . Čeprav je glava obglavljena, je še vedno videti živa, saj slika ujame zadnje trenutke v tišini, preden je bila poražena. Kri teče v več curkih, usta pa visijo na široko odprtih praznih zobeh. Z razgibanimi obrvmi in ostrimi očmi je upodobljen grozen izraz.
Sliko je kot spominski ščit naročil kardinal Francesco Maria Del Monte, ki jo je želel podariti velikemu toskanskemu vojvodi Ferdinandu I. de' Medici zaradi njegovega poguma in ga dati v zbirko Medici. 

## Opis

### Material
Kemična sestava te slike je izjemno zapletena. Caravaggio je za osnovo za to sliko uporabil krožni ščit iz topolovega lesa. Ščit je bil prekrit s platnom, na katerega so bile dodane štiri različne plasti barve - znane kot pripravljalne plasti, ki so pomagale ustvariti podlago za sliko . Na vrh pripravljalnih slojev je bil nanešen dodaten sloj, da se ozadje zdi bolj odsevno. Povrh tega odsevnega sloja je bil nanešen še en sloj (zeleno ozadje, ki je prikazano na sliki) - ta sloj je sestavljen iz mešanice verdigris in svinčeno-kositrno rumene barve. Povrh te plasti ozadja je za oblikovanje slike nanesel še tri plasti, sestavljene iz mešanic olj, terpentina in mastike s sledovi čebeljega voska. Končno je dodal še nekaj slojev, da bi ohranil sliko.

### Slog
V tej sliki sta dobro prikazana raven tenebrizma in realizma - ustvarjata tridimenzionalni videz. Obraz in čeljust Meduze sta podolgovati, da dopolnjujeta naravo slike. Caravaggiova ideja, da bi konveksni ščit uporabil kot platno, je bila, da bi ga naslikal z vidika Perzeja - v primeru, da se je Meduzin obraz pojavil na njegovem ščitu, tik preden jo je ubil.

## Vpliv
Ideja o obglavljanju glave je zelo pogosta podoba, ki jo je upodobil Caravaggio in se po navadi pojavlja v mnogih njegovih umetniških delih, kot so Judita obglavlja Holoferna, David z glavo Goljata in Obglavljenje sv. Janeza Krstnika.
Caravaggiova umetniška dela so prikazana kot vizualni instrument z upodobitvijo prizorov, povezanih z mučenjem in mučeništvom. Vsak umetnik se slika v svojih umetniških delih. Kot rečeno, je Caravaggio temačna in skrivnostna narava vidna in prikazana na njegovih slikah. Kombinacija nasilja in realizma je tisto, zaradi česar je njegovo delo edinstveno. 